# 미력역 (재령)
미력역(未力驛)은 조선민주주의인민공화국 황해남도 재령군 석탄리에 위치한 황해선의 철도역이었다.

## 연혁
- 1923년 9월 1일 황해선 해주방면 화산- 미력역 구간 개통에 따라 개업.
- 1925년 9월 1일: 하성지선으로 미력역- 신원역 - 하성역 구간 개통.
- 1958년 : 황해청년선 전구간 개궤에 따라 삼강역- 신원역 구간이 폐지되어 폐역.